# Mury Konstantynopola

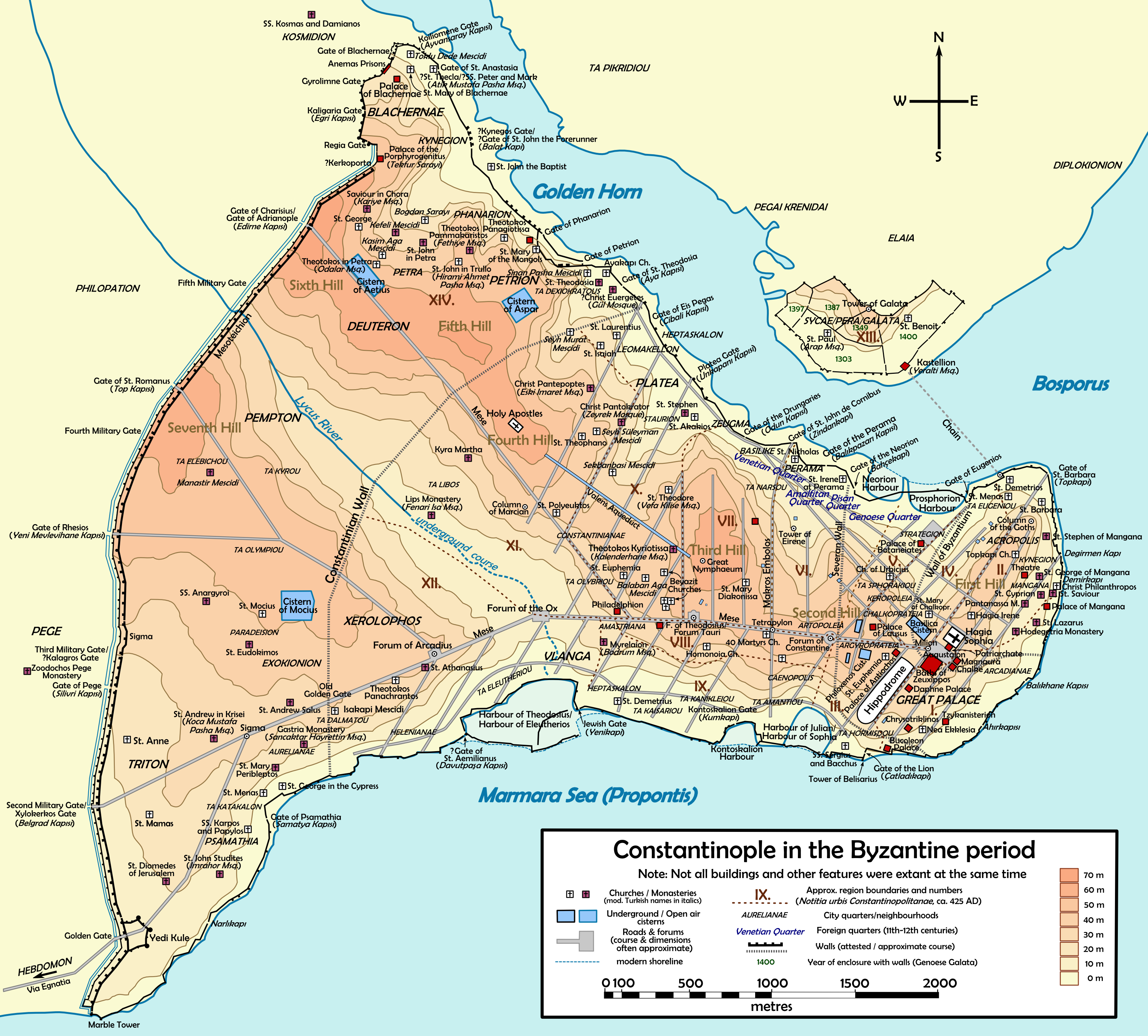
Mapa Konstantynopola

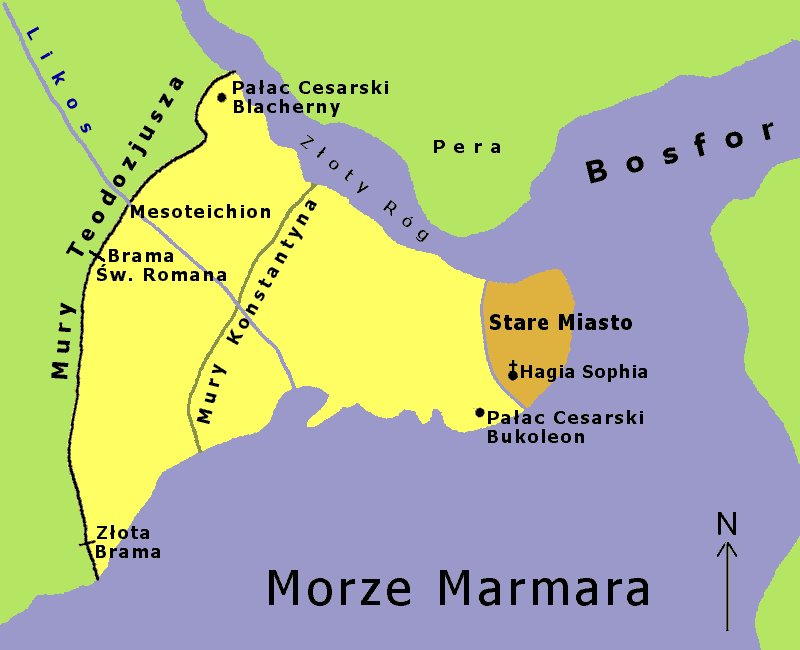
Mapa Konstantynopola

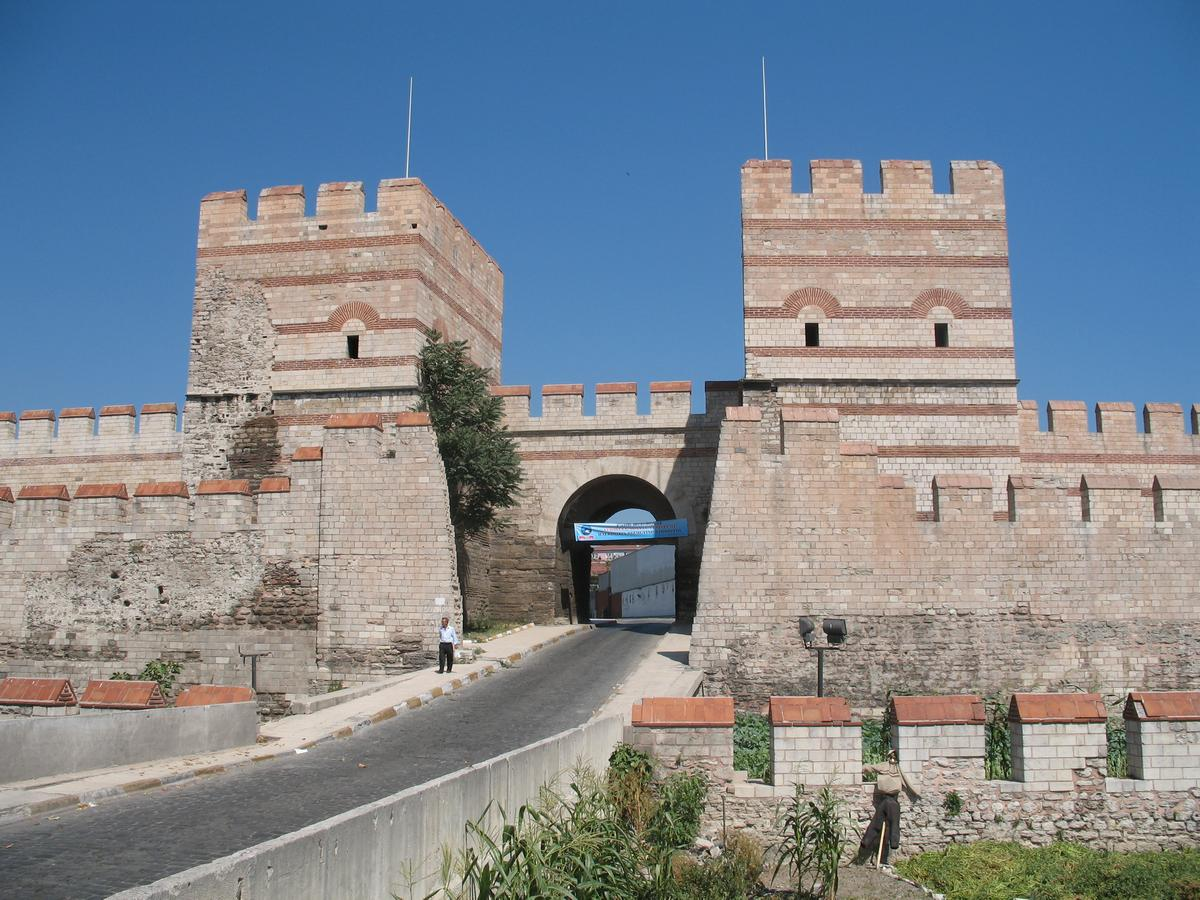

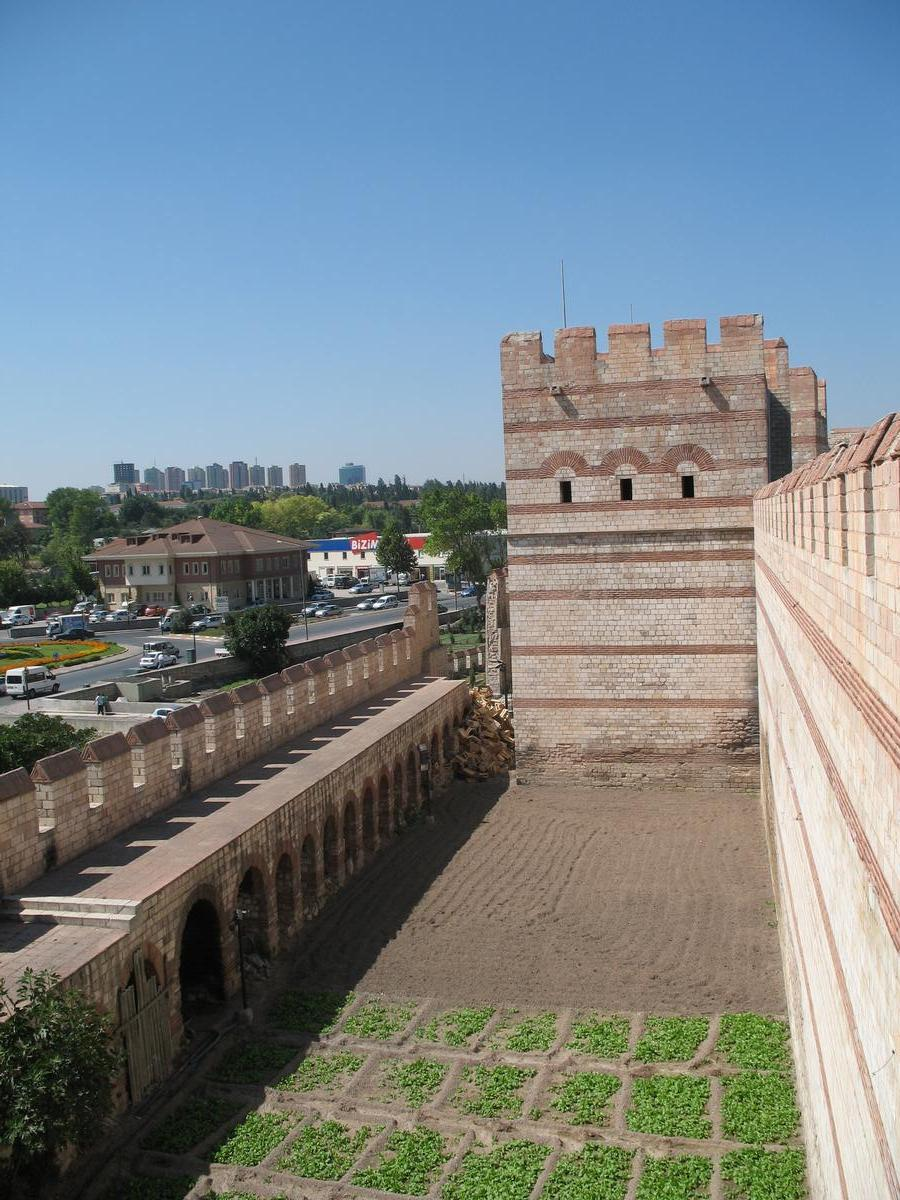

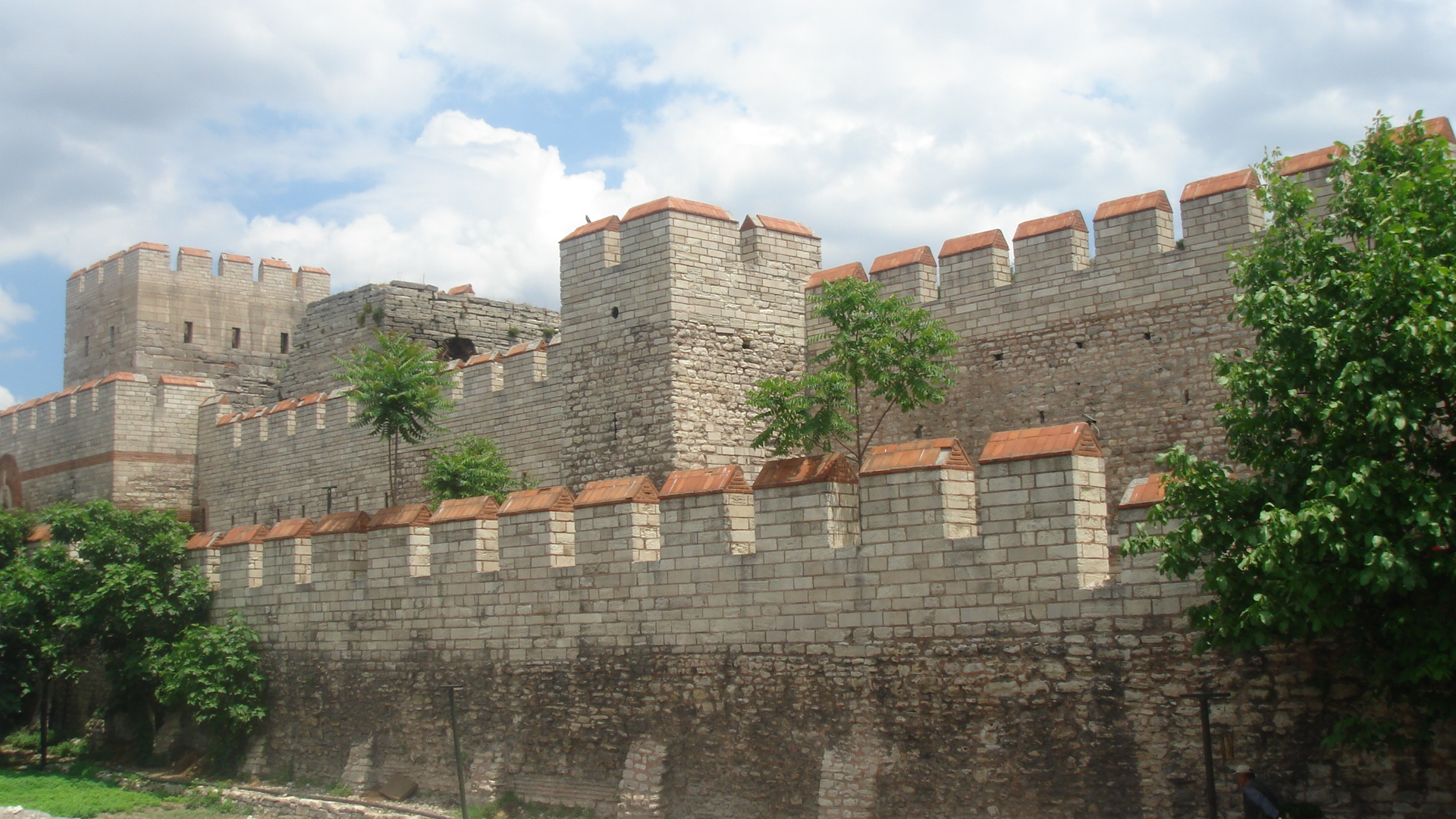
Zrekonstruowany fragment Murów Teodezjusza przy bramie Selymbria

Mury Konstantynopola składały się z szeregu kamiennych murów obronnych, które otaczały i chroniły miasto Konstantynopol (dzisiejszy Stambuł w Turcji) od czasów istnienia kolonii Bizancjum w czasach starożytnej Grecji, przez czasy Cesarstwa Rzymskiego, do czasów pełnienia przez nie roli stolicy cesarstwa wschodniorzymskiego, co zapoczątkowało panowanie Konstantyna Wielkiego. Miasto Konstantynopol leży na półwyspie w kształcie trójkąta opływanym przez wody Morza Marmara i zatoki Złoty Róg. Poprzez liczne uzupełnienia, ulepszenia i zmiany były ostatnią wielką fortyfikacją starożytną oraz jedną z najbardziej wyrafinowanych, jakie kiedykolwiek zbudowano.

## Mury Konstantyna
Po przeniesieniu stolicy Cesarstwa Rzymskiego do Bizancjum i zmianie nazwy na Constantinopolis przez Konstantyna Wielkiego, na jego rozkaz miasto otoczono murami o długości 2,8 km. Budowę pojedynczego muru rozpoczęto w 324 roku i zakończono w czasach panowania jego syna Konstantyna II.

## Mury Teodozjusza
Wraz z rozrostem miasta, w V wieku n.e. w czasach panowania cesarza Teodozjusza II (408-450 r.) zbudowano drugą linię obwarowań w odległości 1500 m na zachód od starych murów.
Specjalny system umocnień złożony z murów i wież ochraniał miasto od zachodu – strony lądu, natomiast słabsze mury miasta od brzegu morza były bezpieczne dzięki temu, że zbyt szybki prąd morski nie pozwalał wrogom podpłynąć statkami pod podstawę murów. Słabym punktem obwarowań była leżąca od północy zatoka Złoty Róg, co spowodowało, że Bizantyńczycy stworzyli tutaj system obrony polegający na rozciągnięciu w poprzek wejścia do zatoki ogromnego łańcucha. Jeden jego koniec zawieszony był na wieży Eugeniusza na północno-wschodnim przylądku półwyspu, a drugi na jednej z wież dzielnicy Pera na północnym brzegu Złotego Rogu (dzielnica była kolonią genueńską). Na wodzie łańcuch podtrzymywały drewniane tratwy. Flota wroga nie była więc w stanie wpłynąć do Złotego Rogu i wysadzić desantu pod północnymi murami miasta. Natomiast flota bizantyńska ochraniana przez zaporę mogła spokojnie przeprowadzać naprawy w zatoce.
Od zachodu, znad Morza Marmara do leżącej nad Złotym Rogiem dzielnicy Blacherny, rozciągały się mury miejskie i głęboka fosa. Rów był szeroki na około 18 metrów, w miarę możliwości wypełniany wodą. Po wewnętrznej stronie fosy znajdował się zębaty gzyms. Pomiędzy nim a murem istniała wolna przestrzeń o szerokości 12-15 metrów, znana jako Peribolos. Pierwszy mur zewnętrzny o wysokości 7,5 metra posiadał wieże obronne umieszczone w odstępach 45-90 metrów od siebie. Za nim rozciągało się jeszcze jeden prześwit o szerokości 12-18 metrów noszące nazwę Parateichion. Następnie wznosił się kolejny mur wysoki na 12 metrów z kwadratowymi lub ośmiokątnymi basztami, które zostały wybudowane tak, aby pokryć przerwy między wieżami pierwszego muru.
Kolejnym wrażliwym miejscem w systemie obronnym był środek systemu umocnień, w którym o 30 metrów obniżał się teren z uwagi na to, że tam do miasta kanałem wpływała niewielka rzeka Likos. Obszar tworzącej się w tym miejscu doliny był zwany Mesoteichion. W północnej części mury łączyły się z umocnieniami dzielnicy Blacherny. Występujące tutaj ze zwykłego szeregu umocnienia składały się z fosy, pojedynczego muru oraz ufortyfikowanych umocnień pałacu cesarskiego wybudowanego w pobliżu muru jeszcze przez cesarza Manuela I.
W murach od strony północnej znajdowały się następujące bramy:
- Bramy przy Pałacu Blacherny
- Brama Adrianopolska (Brama Charisius, Edirnekapı) – druga co do ważności po Złotej Bramie
- 5 Brama Wojskowa
- Brama św. Romana (Topkapı)
- 4 Brama Wojskowa
- Brama Rhesios (Yeni Mevlevihane Kapısı)
- 3 Brama Wojskowa (Triton)
- brama prowadząca do klasztoru Pege
- Brama Wiosenna
- Brama Belgradzka (Xylokerkos lub 2 Brama Wojskowa)
- Złota Brama w Konstantynopolu (Porta Aurea, początkowo był to łuk triumfalny)

Do tego należy doliczyć 3 bramy „kościelne” (Brama Chrystusa przy Studionie, brama przy klasztorze Chora), 3 bramy przy Pałacu Porfirogenetów i pomniejsze bramy morskie.
Swoje mury posiadała także Galata, z których zachowała się Wieża Galata.
W promieniu 65 km od miasta cesarz Anastazjusz rozkazał wybudować dodatkową linię umocnień, która w założeniu chronić miała miasto przed nagłymi atakami lądowymi (Mur Anastazjusza). Te wszystkie zabezpieczenia umożliwiły Konstantynopolowi odpierać ataki różnych ludów. Dla przykładu można podać tu odparte ataki:
- W roku 626 połączony atak Persów, Awarów i Słowian,
- Oblężenie Konstantynopola (674–678) przez Arabów,
- Oblężenie Konstantynopola (717–718) przez Arabów,
- Ataki Bułgarów w latach 813, 913 i 924,
- Atak Rusów na Konstantynopol (860),
- Ataki Rusów w 907, 941 oraz w 1043,
- Oblężenie miasta w latach 1090–1091 przez Seldżuków i Pieczyngów,
- Od 1393 lub 1394 do 1401 trwała blokada miasta przez Turków,
- W 1422 miało miejsce ostatnie nieudane tureckie oblężenie.

## Zdobycie fortyfikacji
Do czasów wprowadzenia do działań oblężniczych prochu palnego i dział, fortyfikacje miasta zostały zdobyte tylko podczas IV krucjaty w 1203, gdy 10 lipca okręty weneckie przerwały łańcuch zagradzający wejście do Złotego Rogu, a krzyżowcy przypuścili atak na mury miasta w rejonie zamku Blacherny i kolejny szturm 17 lipca, który doprowadził do przerwania obrony. Po raz drugi krzyżowcy zdobyli miasto w 1204 roku, gdy mury opanował hufiec Hugona z Saint-Pol i Piotra z Amiens. Do odbicia miasta z rąk krzyżowców doszło z kolei w 1261 roku (zdobycie Konstantynopola (1261)). Do zdobycia Konstantynopola przez Turków Osmańskich pod wodzą Mehmeda II i upadku miasta doszło 29 maja 1453 roku. Przyczyniło się do tego zamieszanie po przełamaniu przez Turków zewnętrznego muru, chaos spowodowany ucieczką Genueńczyków i wdarcie się Turków przez Kerkoportę.

## Fortyfikacje tureckie
- Zamek Yedikule (turecki: Yedikule Hisarı, grecki: Heptapyrgion) – zbudowany w 1458 roku przez sułtana Mehmeda II po zdobyciu Konstantynopola poprzez dodanie trzech nowych większych wież do wcześniejszych czterech (od nr 8 do 11). Zamek ten stracił swoją funkcję jako brama i przez większą część okresu osmańskiego był używany jako skarbiec, archiwum i więzienie stanu (np. dla ambasadorów państw z którymi Porta była w stanie wojny). W 1622 roku był w nim więziony i stracony przez janczarów sułtan Osman II. Więziono tam także oraz przez dwa lata Francois Pouqeville(1799-1801), który je opisał w swojej książce Voyage en Morée, à Constantinople, en Albanie, et dans plusieurs autres parties de l’Empire Othoman, pendant les années 1798, 1799, 1800 et 1801. Ostatni więźniowie byli w nim przetrzymywani w 1837 roku. Na dziedzińcu znajdował się mały meczet, fontanna i domy garnizonu, które wyburzono w XIX wieku, tworząc szkołę dla dziewcząt. Obecnie znajduje się tam teatr na świeżym powietrzu. (więcej: Yedikule)
- Zamek Anadolu (tur. Anadolu Hisarı, Akçehisar, Güzelcehisar) – w północnej części Konstantynopola zbudował w 1394 roku sułtan Bajazyd I Błyskawica (więcej: Anadolu Hisarı)
- Zamek Rumeli (tur. Rumelihisarı) – w północnej części Konstantynopola zbudował w sułtan Mehmed II w ciągu 4 miesięcy w 1452 roku (więcej: Rumeli Hisarı)

## Stan dzisiejszy
Mury zbudowane w czasach Cesarstwa Bizantyńskiego zachowały się w dobrym stanie do XIX wieku, gdy miasto zaczęło rozszerzać się poza ich granice, co spowodowało znaczne ich uszkodzenia. Od 1980 roku prowadzone są prace zabezpieczające mające na celu zachowanie w dobrym stanie ich pozostałości.